# Honus Wagner
Johannes Peter Wagner (ur. 24 lutego 1874, zm. 6 grudnia 1955) – amerykański baseballista, który występował na pozycji łącznika, prawozapolowego i pierwszobazowego przez 21 sezonów w Major League Baseball.
Wagner swoją karierę rozpoczął w 1895 w zespołach niższych lig, po czym lipcu 1897 podpisał kontrakt z Louisville Colonels z National League. W grudniu 1899 w ramach wymiany zawodników przeszedł do Pittsburgh Pirates i już w pierwszym sezonie występów w tym klubie, miał najlepszą średnią uderzeń (0,381), najlepszy wskaźnik slugging percentage (0,573), zaliczył najwięcej double'ów (45) i triple'ów (22). W 1901 i 1902 zdobył mistrzostwo National League; w sezonie 1902 grał głównie na pozycji prawozapolowego. W 1903 zagrał we wszystkich meczach World Series, rozegranych po raz pierwszy pomiędzy zwycięzcami National League i American League; w serii rozgrywanej w formacie best-of-nine Pirates ulegli Boston Americans 3–5. W sezonie 1909 Pirates odnieśli 110 zwycięstw w sezonie zasadniczym (rekord do dziś nie pobity) i pokonali w World Series Detroit Tigers 4–3.
Wagner karierę zawodniczą zakończył w 1917. W latach 1933–1951 był trenerem w Pittsburgh Pirates. W 1912 w głosowaniu do nagrody Chalmers Award dla najbardziej wartościowego zawodnika sezonu zasadniczego zajął 2. miejsce za Larrym Doyle'em z New York Giants. W 1936 był jednym z pięciu baseballistów, którzy zostali wybrani jako pierwsi do Baseball Hall of Fame.
W kwietniu 2013 na aukcji internetowej oryginalna karta baseballowa z Wagnerem (T206 Honus Wagner) została sprzedana za 2,1 miliona dolarów.
| Nagroda/wyróżnienie                    | Lata                                           | Źródło |
| Zwycięzca w World Series               | 1909                                           | [ 4 ]  |
| Zwycięzca w National League            | 1901, 1902                                     | [ 1 ]  |
| Najlepszy uderzający w lidze           | 1900, 1903, 1904, 1906, 1907, 1908, 1909, 1911 | [ 2 ]  |
| Major League Baseball All-Century Team |                                                | [ 8 ]  |
| Baseball Hall of Fame                  | od 1936                                        | [ 6 ]  |
| # 33 zastrzeżony przez Pirates         | 1955                                           | [ 9 ]  |